# Jockum Nordström
Pour les articles homonymes, voir Nordström.
Jockum Nordström (né le 19 décembre 1963) est un artiste suédois. Il est réputé pour ses collages.